# 阿久比町
阿久比町（日语：／ Agui chō */?）是位於日本愛知縣西部，知多半島中央部的行政區劃。
阿久比川以南北向通過町內，但由於阿久比川在町內南部河段的河床高於兩岸區域形成懸河，因此在該段河川旁還有一條平行的十川，地勢較低區域的降水就會流入十川；主要市區分布於阿久比川兩側，南側以阿久比川的支流矢勝川與半田市為界，矢勝川周邊也是日本兒童故事「小狐狸阿權」的故事地點。

## 人口
由於利用名古屋鐵道河和線可在約半小時抵達名古屋市中心，吸引了大量廠商進駐町內的工業區，同時也有大規模的住宅區開發，讓本地人可在2000年代後仍有持續成長。
| 阿久比町人口分布圖 |                                                 |  |
| 阿久比町與日本全國年齡別人口分布比較圖 （2005年資料） | 阿久比町的年齡、男女別人口分布圖 （2005年資料） |  |
| ■紫色是阿久比町 ■綠色是全国 | ■藍色是男性 ■紅色是女性                         |  |
| 阿久比町人口變化 \| 1970年 \| 18,499人 \| \| \| 1975年 \| 20,867人 \| \| \| 1980年 \| 20,880人 \| \| \| 1985年 \| 23,341人 \| \| \| 1990年 \| 23,932人 \| \| \| 1995年 \| 23,890人 \| \| \| 2000年 \| 24,028人 \| \| \| 2005年 \| 24,577人 \| \| \| 2010年 \| 25,466人 \| \| \| 2015年 \| 27,747人 \| \| \| 2020年 \| 28,383人 \| \| |                                                 |  |
| 資料來源：日本總務省統計中心提供之人口普查數據 |                                                 |  |
| 1970年 | 18,499人                                        |  |
| 1975年 | 20,867人                                        |  |
| 1980年 | 20,880人                                        |  |
| 1985年 | 23,341人                                        |  |
| 1990年 | 23,932人                                        |  |
| 1995年 | 23,890人                                        |  |
| 2000年 | 24,028人                                        |  |
| 2005年 | 24,577人                                        |  |
| 2010年 | 25,466人                                        |  |
| 2015年 | 27,747人                                        |  |
| 2020年 | 28,383人                                        |  |

## 歷史
在令制國時代本地屬於尾張國知多郡，關於阿久比最早的史料紀錄出現在自藤原京的藤原宮遺址挖掘出，記載於694年的木簡上，有一段關於本地「阿具比里」的紀錄，此後在各個文獻中，也曾先後使用過「英比」、「阿古屋」、「安古居」的漢字，不過在平安時代後大多記載為知多郡英比鄉。
在約14世紀後，由久松氏掌控了本地，並在此建立坂部城，最初也曾被稱為「阿久比城」。16世紀中，德川家康之母於大之方在與松平廣忠離婚後，改嫁給當時的坂部城城主久松俊勝，也因此長期居住於此；德川家康因此在桶狹間之戰前與其母在此重會。
17世紀進入江戶時代後，本地成為尾張藩尾張德川家的領地；直到19世紀末明治維新實施廢藩置縣後，改隸屬名古屋縣，在1871年的第一次府縣整併時，隨著知多郡被劃入新設立的額田縣，不過在隔年即被整併至愛知縣。
1889年日本實施町村制，現在的阿比久町在當時分屬位於南部的阿久比村、位於西北部的上阿久比村，以及位於阿久比川以東的東阿久比村三個行政區劃；三個村在1906年愛知縣進行町村整併時被合併為阿久比村，1953年再進一步改制為阿久比町。

### 變遷表
| 1889年10月1日 | 1889年 - 1944年             | 1945年 - 1954年             | 1955年 - 1989年             | 1989年 - 現在               | 現在                        |
| ------------- | --------------------------- | --------------------------- | --------------------------- | --------------------------- | --------------------------- |
| 阿久比村      | 1906年5月1日 合併為阿久比村 | 1953年1月1日 改制為阿久比町 | 1953年1月1日 改制為阿久比町 | 1953年1月1日 改制為阿久比町 | 1953年1月1日 改制為阿久比町 |
| 上阿久比村    | 1906年5月1日 合併為阿久比村 | 1953年1月1日 改制為阿久比町 | 1953年1月1日 改制為阿久比町 | 1953年1月1日 改制為阿久比町 | 1953年1月1日 改制為阿久比町 |
| 東阿久比村    | 1906年5月1日 合併為阿久比村 | 1953年1月1日 改制為阿久比町 | 1953年1月1日 改制為阿久比町 | 1953年1月1日 改制為阿久比町 | 1953年1月1日 改制為阿久比町 |

## 交通

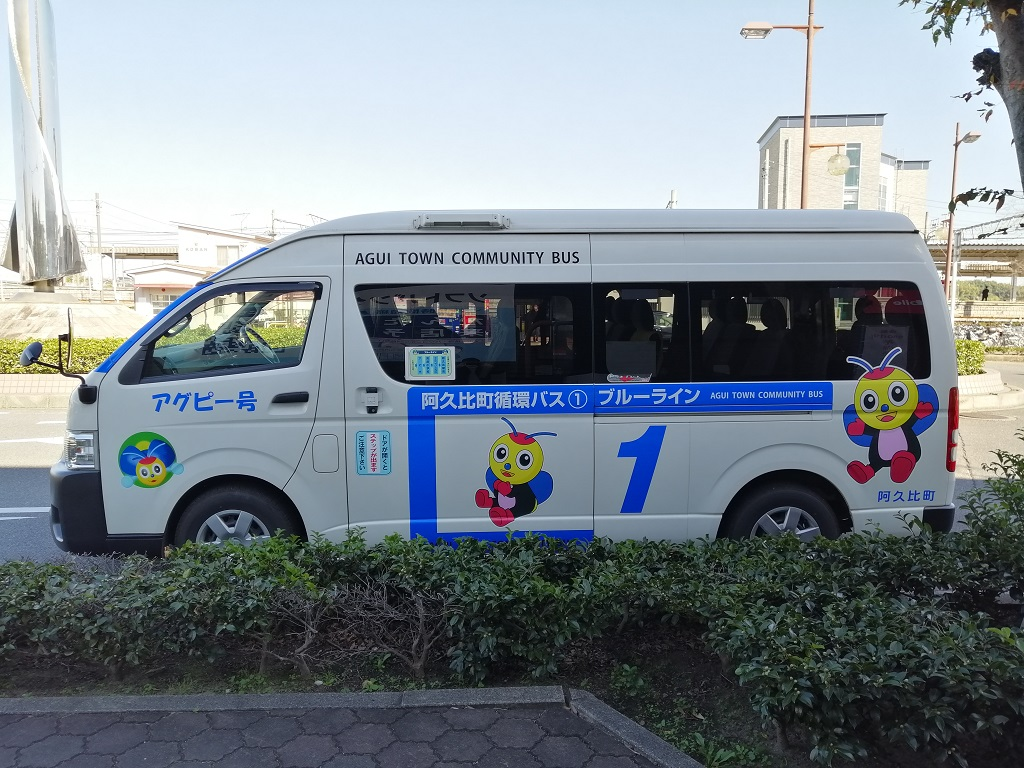
阿久比町循環巴士「アグピー號」

名古屋鐵道河和線大致沿著阿久比川以南北向通過町內的主要聚落，利用此條鐵路可在約半小時抵達名古屋車站；快速道路知多半島道路同樣以南北向，自主要市區的西側通過町內。
名鐵集團旗下負責經營知多半島地區的知多乘合僅有一條行駛於北部巽丘車站周邊的路線有駛入町內，但範圍也僅限於該車站周邊及鄰近的高根台區；町內大部分區域主要仰賴由町公所委託大興計程車經營的社區巴士－阿久比町循環巴士「アグピー號」，以阿久比車站為中心共開設兩條路線連結町內各主要聚落。

### 鐵路
- 名古屋鐵道
  - 河和線：（←知多市） - 巽丘車站 - 白澤車站 - 坂部車站 - 阿久比車站 - 植大車站 - （半田市→）

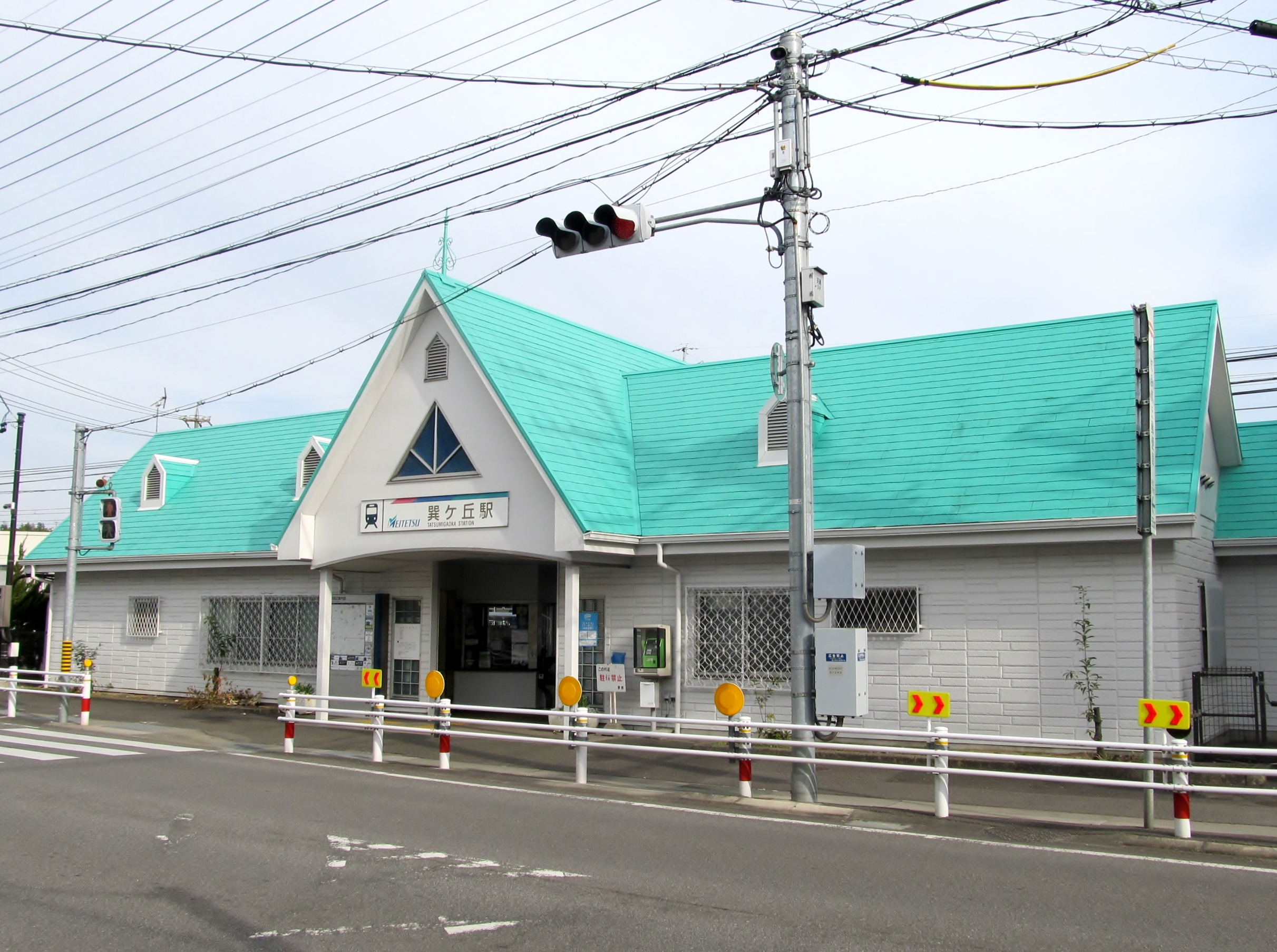
巽丘車站
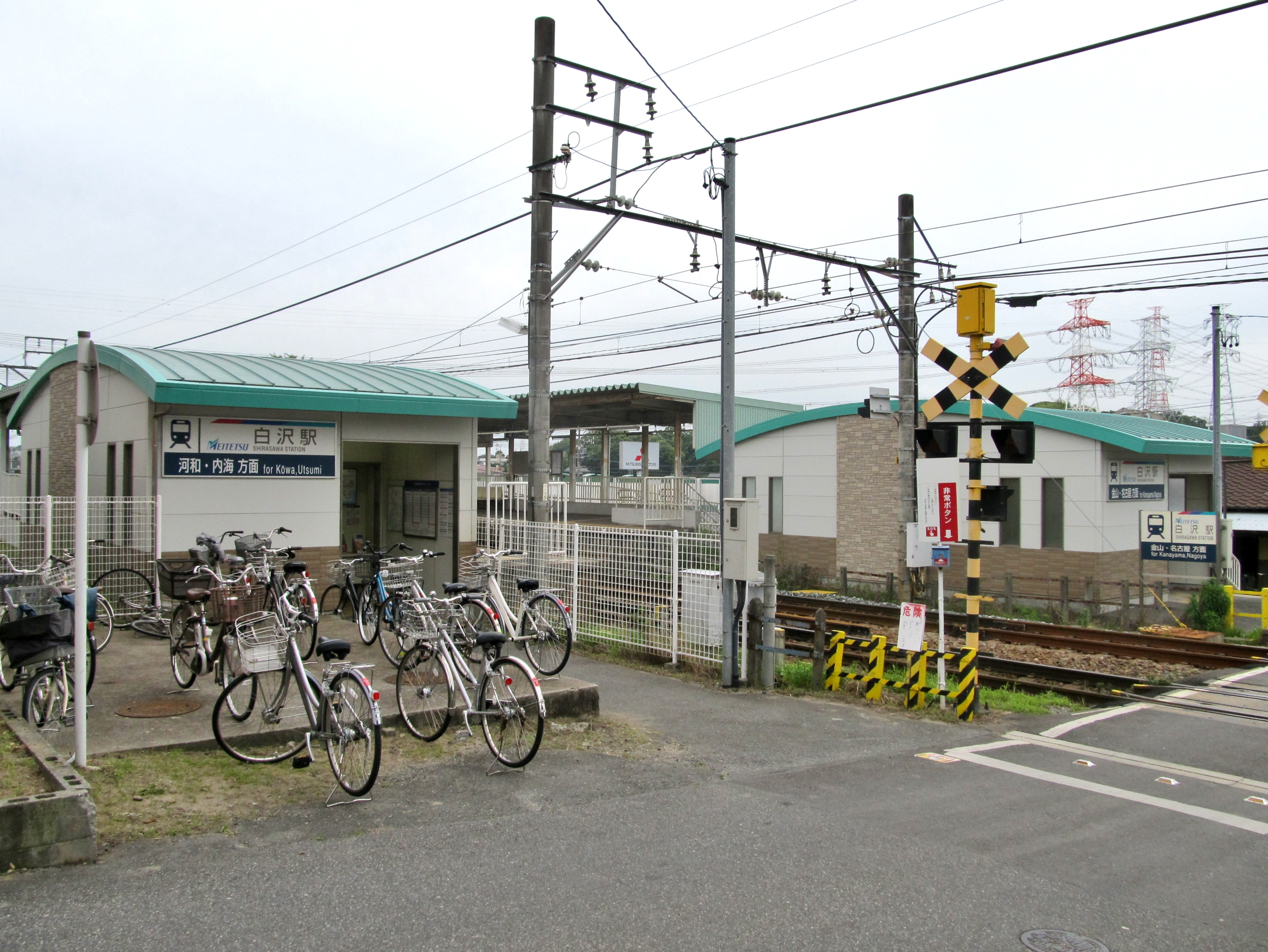
白澤車站
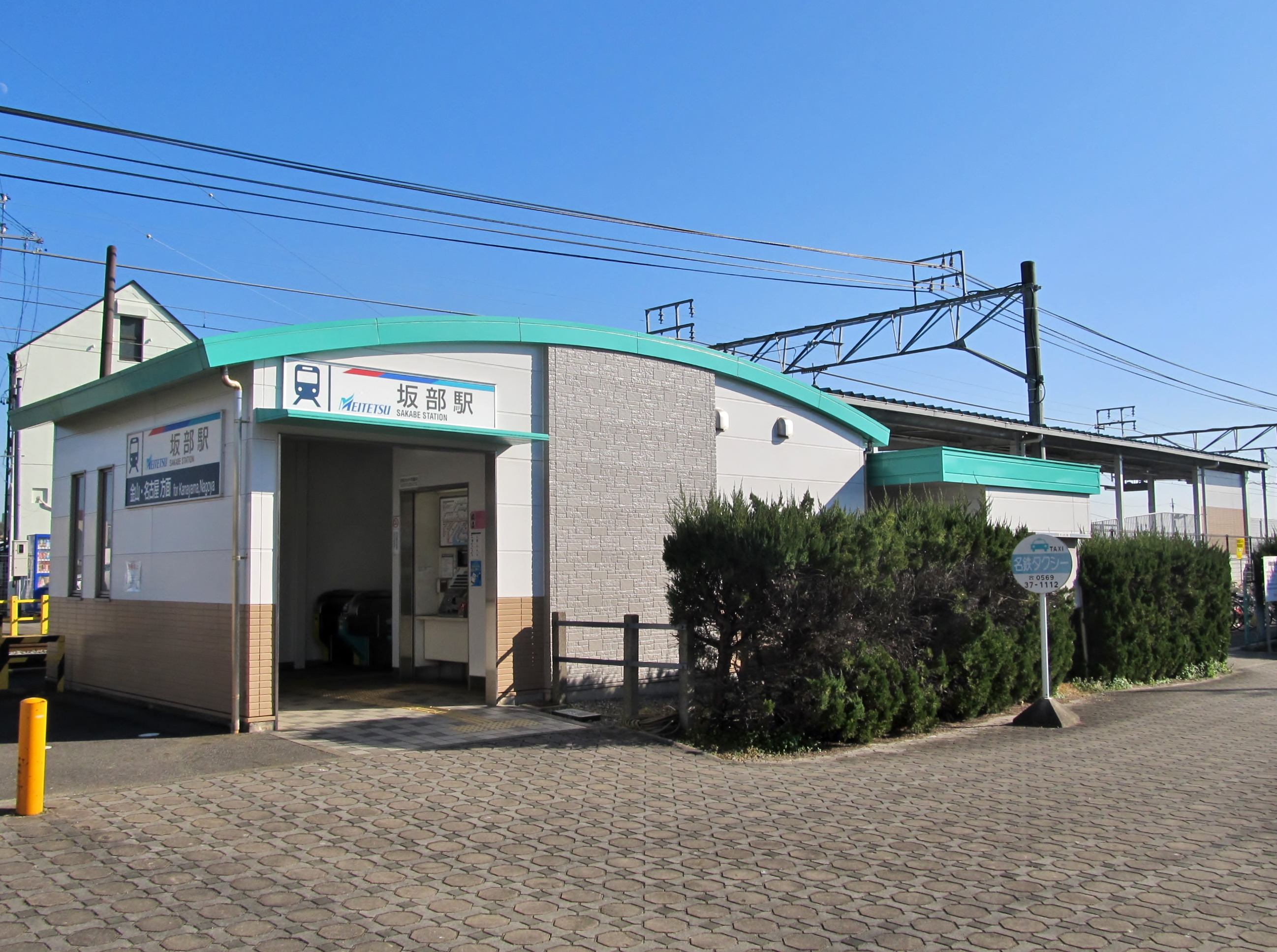
坂部車站]
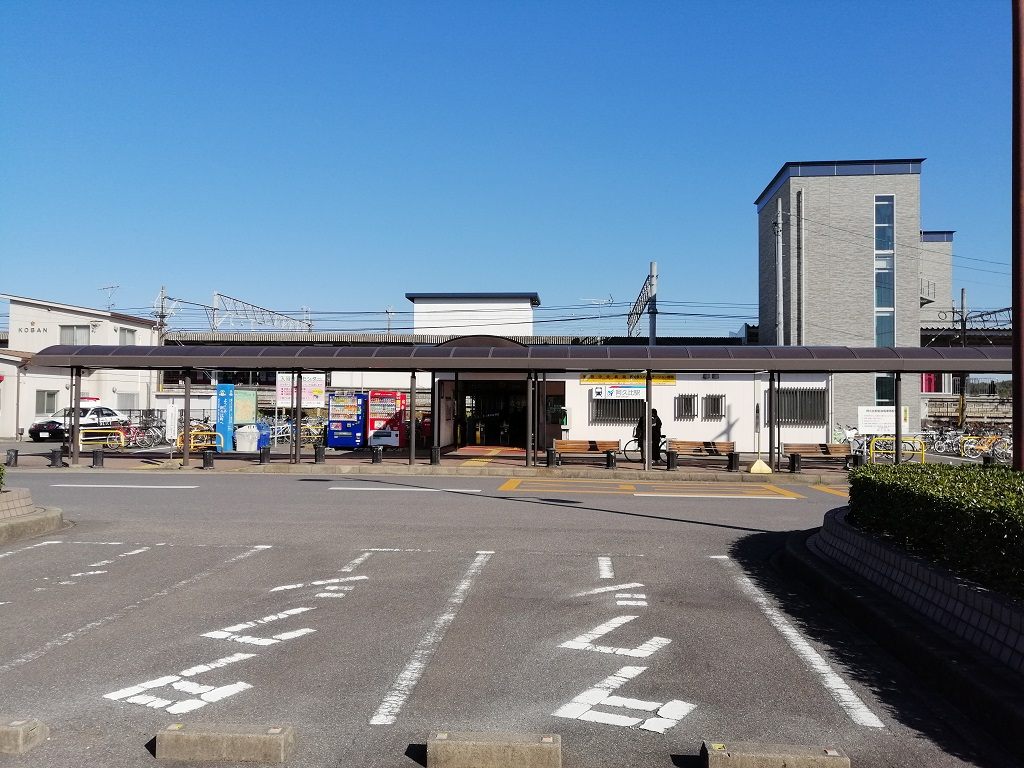
阿久比車站
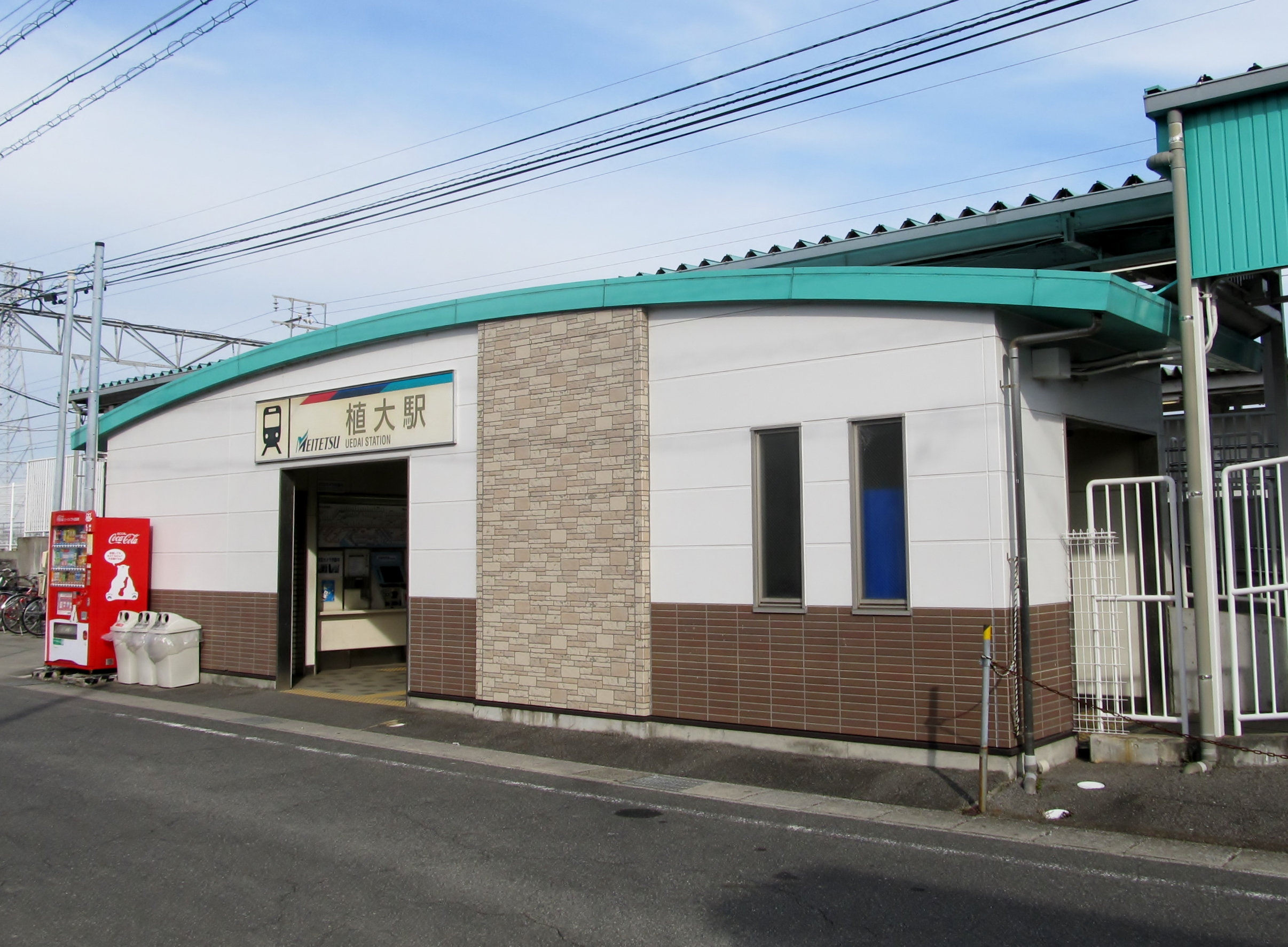
植大車站

### 公路
快速道路
- 知多半島道路（日语：知多半島道路）：（東浦町） - 阿久比交流道（日语：阿久比インターチェンジ） - 阿久比休息區（日语：阿久比パーキングエリア） - （半田市）

## 外部連結
- （日語） 愛知縣阿久比町的X（前Twitter）
- （日語） 阿久比町觀光協會 （页面存档备份，存于）
- （日語） 阿久比町觀光協會的Facebook專頁